# Royal Aviation
Royal Aviation (bis 1997 Royal Airlines) war eine kanadische Fluggesellschaft, die von 1991 bis 2001 existierte und ihre Basis auf dem Flughafen Montreal-Dorval hatte. Sie wurde zum Jahresbeginn 2001 von Canada 3000 übernommen und mit dieser fusioniert.

## Geschichte

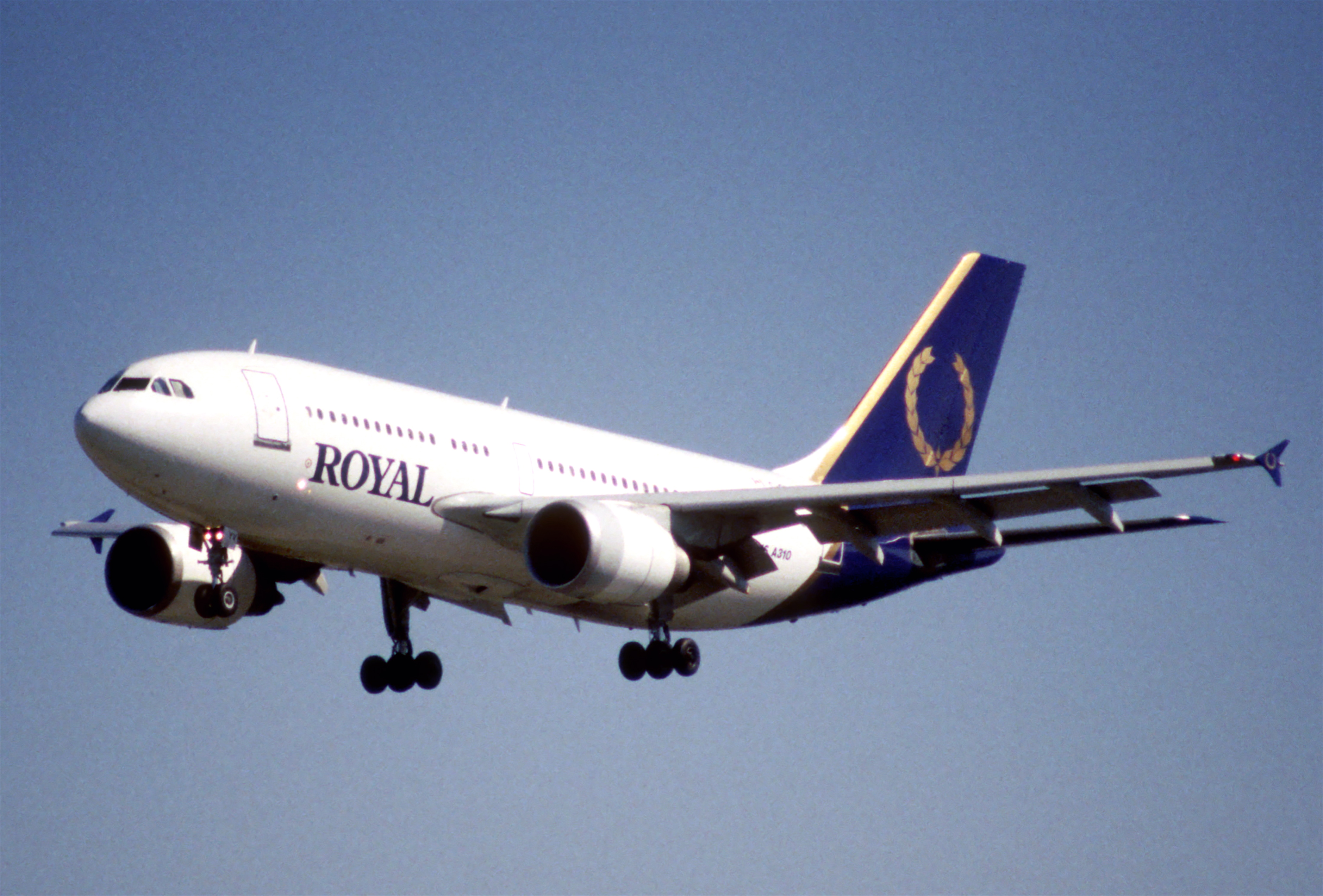
Airbus A310-304 der Royal Aviation

Royal Aviation entstand im Jahr 1991 unter dem Namen Royal Airlines als Tochterunternehmen der 1979 von Michel Leblanc gegründeten Bedarfsfluggesellschaft Conifair Aviation. Ihre Basis hatte sie auf dem Flughafen Montreal-Dorval. Die Betriebsaufnahme erfolgte im April 1992 mit zunächst nur einer Boeing 727-200. Zwei weitere Boeing 727-200 stellte die Gesellschaft im Herbst 1992 in Dienst. Anfänglich flog das Unternehmen im Charterverkehr ausschließlich Ziele in Kanada und den USA an. Im Frühjahr 1994 setzte Royal Airlines sieben Boeing 727-200 ein, alle in Einklassenauslegung mit 187 Sitzplätzen, sowie zwei Großraumflugzeuge des Typs Lockheed L-1011-100 Tristar. Letztere waren im Juni beziehungsweise September 1993 übernommen worden und ermöglichten die Aufnahme von Langstreckencharter in die Karibik sowie nach Europa. Die ersten zwei geleasten Airbus A310-300 ergänzten im April und Mai 1997 die Flotte. Royal Airlines kaufte im selben Jahr die kanadische Frachtfluggesellschaft Can Air mitsamt deren Boeing 737-200 auf. Dieses Unternehmen wurde anschließend mit Royal Airlines fusioniert und unter dem Namen Royal Cargo als nichtselbständige Firmensparte weitergeführt.
Im Jahr 1997 ging die Konzernmutter Conifair Aviation an die Börse. Ihre Tochtergesellschaft Royal Airlines wurde parallel dazu zur Royal Aviation umfirmiert. Als Ablösung für die Boeing 727-200 stellte das Unternehmen ab März 1998 schrittweise Boeing 757-200 in Dienst. Zum Aufbau eines Linienflugnetzes innerhalb Kanadas entstand im Jahr 1998 das Tochterunternehmen Royal Express (ICAO-Code: RXP). Diese Gesellschaft besaß keine eigenen Flugzeuge, sondern mietete Airbus A310 und Boeing 757 der Royal Aviation zur Durchführung der Linienflüge an.
Die Konzerngruppe, zu der neben den Fluggesellschaften Royal Aviation (Charterflüge) und Royal Express (Linienflüge) auch das Wartungsunternehmen Confiair, der Reiseveranstalter Royal Vacations und das Abfertigungsunternehmen Royal Handling gehörten, wurde zum Jahresbeginn 2001 in einem All-Stock-Deal von Canada 3000 übernommen.  Der Unternehmensgründer Michel Leblanc wurde daraufhin Vize-Vorsitzender von Canada 3000 und erhielt zudem ein Aktienpaket im Wert von $ 84 Millionen CAD. Aufgrund einer Klage von Canada 3000, die Michel Leblanc Betrug und Korruption vorwarf, wurde er im Juni 2001 entlassen. Gleichzeitig verkaufte er seine Anteile, die er an Canada 3000 hielt.

## Ziele
Royal Aviation führte internationale Charterflüge (IT-Charter und Ad-hoc-Charter) nach Europa, Mexiko in die USA sowie in die Karibik durch. Diverse Zielorte wurden dabei nur saisonal angeflogen. Durch das Tochterunternehmen Royal Express erfolgten ab 1998 Linienflüge innerhalb Kanadas mit Airbus A310 und Boeing 757 der Royal Aviation. Das Liniennetz umfasste die Städte Calgary, Edmonton, Halifax, Montreal, Ottawa, Toronto und Vancouver.

## Flotte

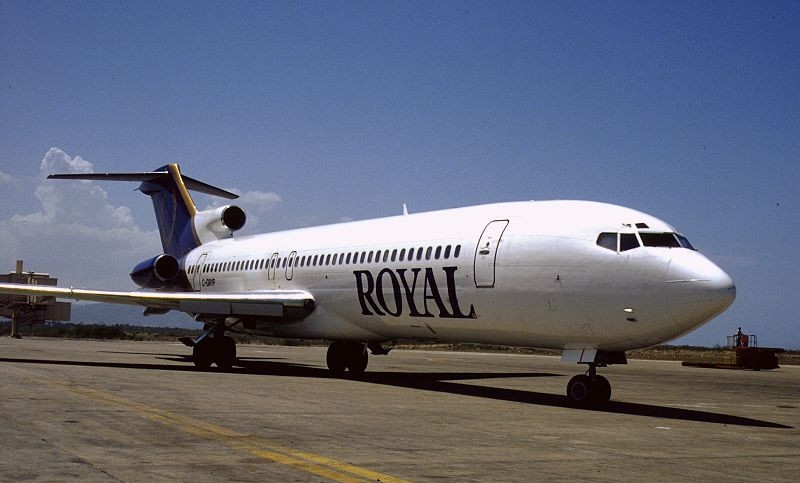
Boeing 727-200 der Royal Aviation

Im Lauf ihrer Geschichte betrieb die Gesellschaft folgende Flugzeugtypen:
- Airbus A310-300
- Airbus A320-200 (ein Flugzeug von Ende 1995 bis Anfang 1996 von Excalibur Airways gemietet)
- Boeing 737-200
- Boeing 737-400 (ein Flugzeug von 2000 bis 2001 von Istanbul Airlines gemietet)
- Boeing 757-200
- Lockheed L-1011-50 und L-1011-100 TriStar

Im Frühjahr 2000 bestand die Flotte aus vier Airbus A310-300, fünf Boeing 737-200, drei Boeing 757-200 und zwei Lockheed L-1011-100.